# Лагранж д’Аркьен, Мария Казимира де
Мари Казимира Луиза де Ла Гранж д’Аркьен (Marie Casimire Louise de La Grange d’Arquien; 28 июня 1641, Невер — 30 января 1716, Блуа), более известная под уменьшительным польским именем Марысенька (пол. Marysieńka) — супруга короля польского и великого князя литовского Яна Собеского.

## Биография
Из неверского дворянства. С пяти лет — в Польше, в свите королевы Марии Луизы Неверской. В 17 лет вышла замуж за последнего потомка «великого гетмана», Яна Замойского, после его смерти через 6 лет — за блистательного Собеского, который ухаживал за ней и ранее. Использовала свои обширные связи при польском дворе для того, чтобы заполучить для мужа корону.

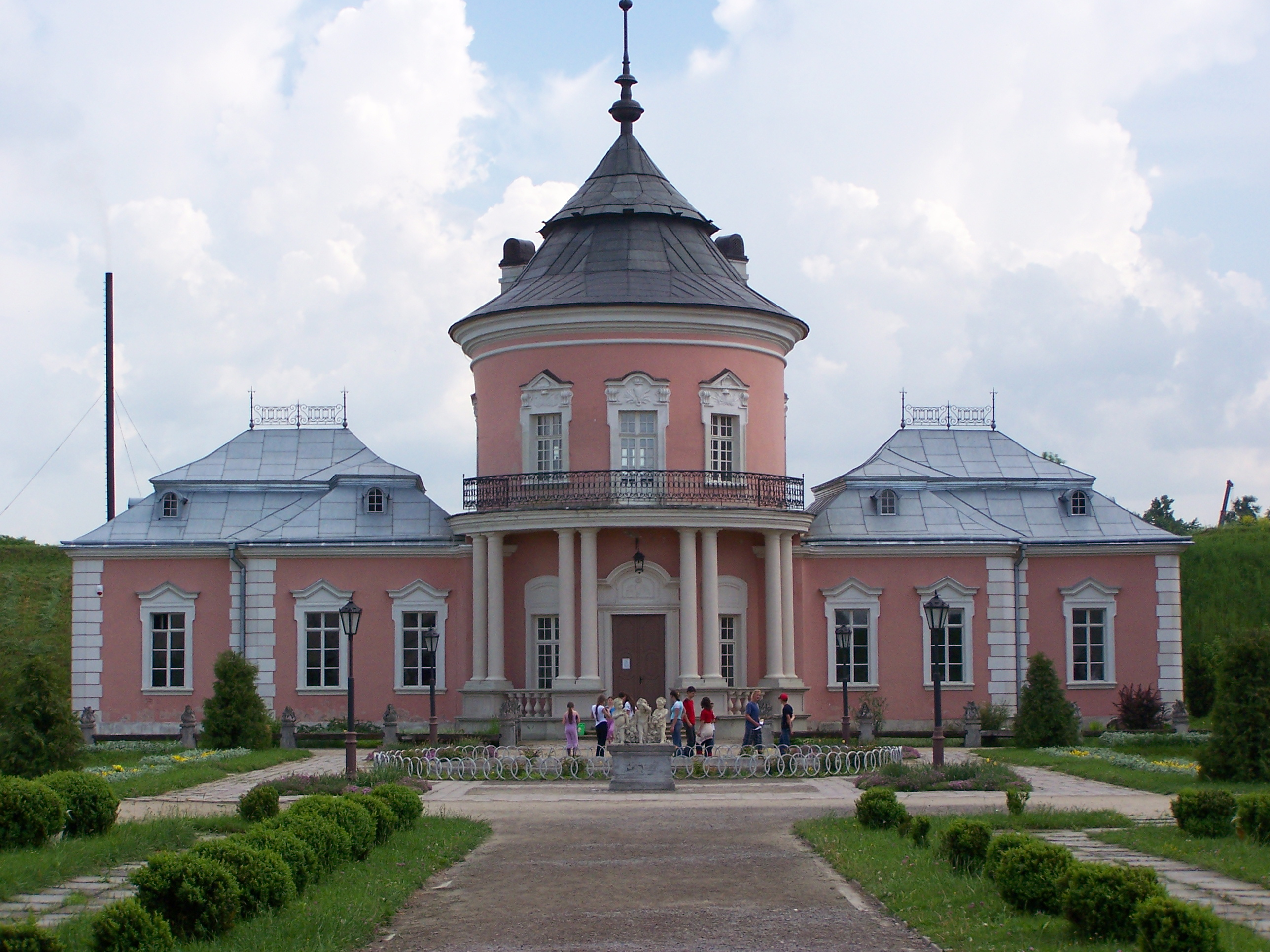
Дворец Марысеньки в Золочеве, Украина

От брака с Собеским у Марысеньки было 13 детей (в том числе мать императора Карла VII). В правление мужа, который подолгу отсутствовал в столицах, она прославилась большими тратами и неустанным попечением о благополучии родственников. В Золочевском замке сохранился выстроенный для неё миниатюрный Китайский дворец. Большой литературный интерес представляет её переписка с супругом.
После смерти Собеского неудачно лоббировала выбор на польский престол одного из французских принцев. Потерпев поражение от саксонской партии, уехала в Рим к Иннокентию XII — бывшему нунцию в Польше, который возвёл её престарелого отца в кардиналы. Там к ней в услужение поступил композитор Скарлатти.
Оставшись без средств к существованию после смерти Иннокентия, выехала во Францию, где ей на выбор был предложен один из трёх замков на Луаре — Шамбор, Амбуаз или Блуа, из которых она выбрала последний. По свидетельству герцога Сен-Симона, Людовик XIV принял её неохотно, запретив появляться в столице. Вдовствующая королева Польши умерла в Блуа, но прах её был перенесён в Варшаву, а потом перезахоронен подле супруга в Вавеле. Мраморные бюсты Марысеньки и её мужа украшают Летний сад в Петербурге.

## Дети

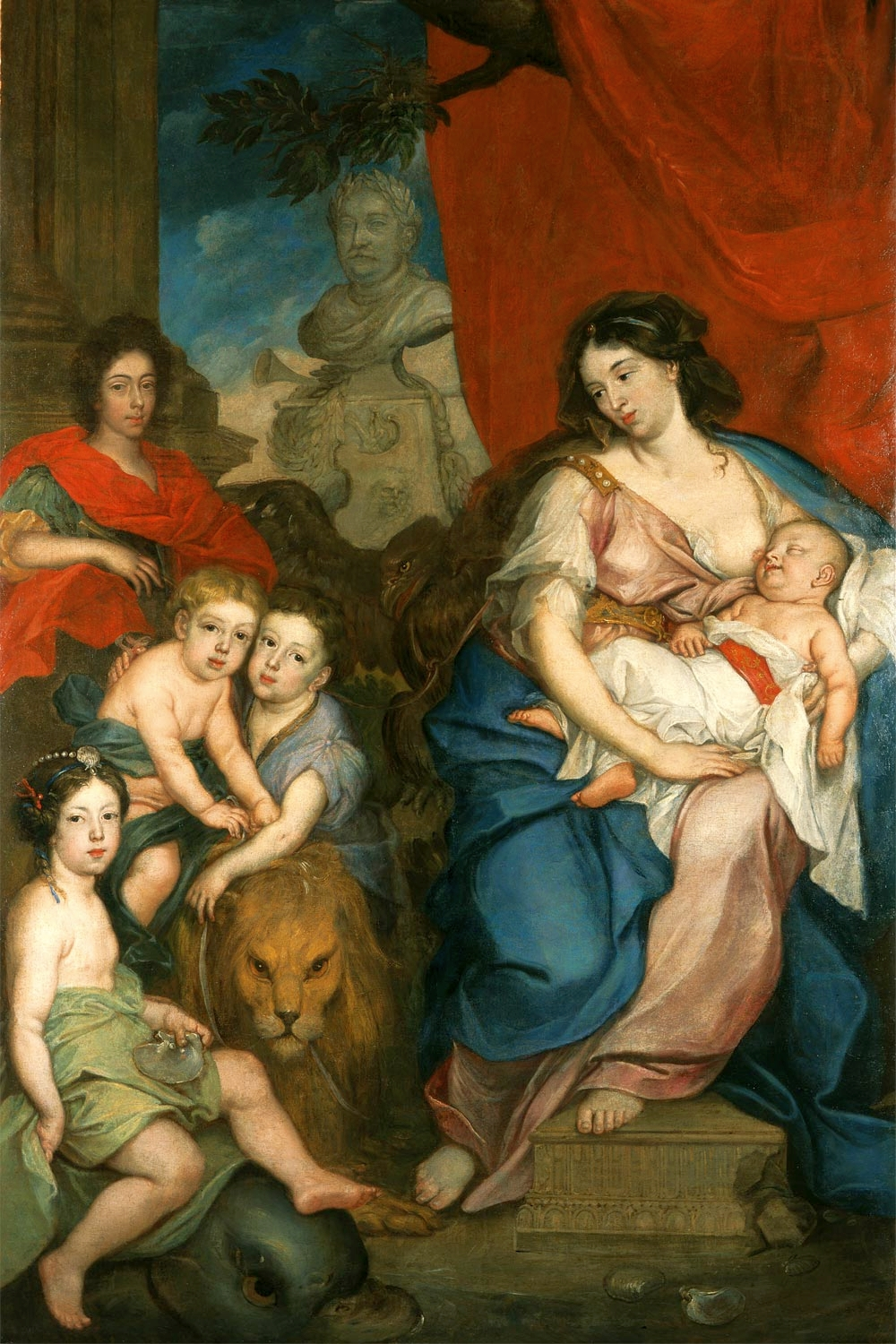
Художник Е. Семигиновский-Элеутер. Королева Мария Казимира в окружении детей

3 марта 1658 года в Варшаве Мария Казимира вышла замуж за Яна Замойского (1627—1665). У них было четверо детей, которые умерли в младенчестве:
- Людвика Мария (апрель 1659 — май 1659)
- сын (родился и умер в январе 1660)
- Катаржина Барбара (5 декабря 1660 — декабрь 1662)
- дочь (май 1664 — август 1664)

Замойский умер 2 апреля 1665 года. В июле того же года Мария Казимира вышла замуж за будущего короля Польши Яна Собеского. Этот брак был очень счастливым, и у пары было 13 детей, хотя многие из них не достигли совершеннолетия:
- Якуб Людвик Генрик (2 ноября 1667 — 19 декабря 1737), наследный принц Польши, женился на пфальцграфине Ядвиге Елизавете Нойбургской; у них три дочери: одна выдана за герцога Бульонского, другая — за шевалье де Сен-Жоржа, третья — обручена с Карлом XII.
- дочери-близнецы (9 мая 1669), мертворождённые или умерли вскоре после рождения.
- Тереза Теофила (октябрь 1670), была слабым ребёнком, прожила не более месяца.
- Аделаджа Людвика (15 октября 1672 — 10 февраля 1677), прозванная «Барбелун», умерла в возрасте 4-х лет.
- Мария Тереза (18 октября 1673 — 7 декабря 1675), прозванная «Ла Маннон», умерла в возрасте 2-х лет.
- дочь (октябрь 1674), мертворождённая или умерла вскоре после рождения.
- Тереза Кунегунда (4 марта 1676 — 10 марта 1730), жена баварского курфюрста Максимилиана II, мать императора Карла VII.
- Александр Бенедикт (6 сентября 1677 — 19 ноября 1714), неудачно баллотировался в короли после смерти отца, после чего вступил в монашеский орден капуцинов и удалился жить в Ватикан.
- дочь (13 ноября 1678), мертворождённая или умерла вскоре после рождения.
- Константин Владислав (1 мая 1680 — 28 февраля 1726) женился на Марии Юзефе Вессель, дочери старосты ружанского Станислава Весселя, детей не было.
- Ян (4 июня 1682 — 1 января/12 апреля 1685), умер в возрасте 2-х лет.
- дочь (20 декабря 1684), мертворождённая или умерла вскоре после рождения.